# Rosanne Mulholland
Rosanne Santos Mulholland (Brasilia, 31 de diciembre de 1980) es una actriz brasileña conocida mundialmente como la profesora Helena en la telenovela infantil Carrossel. 
Desde el corto 14 Bis (2006), comenzó a firmar con su verdadero apellido, Mulholland. En las películas anteriores firmaron Rosanne Holland, creyendo que es más fácil de pronunciar.
La película del director de Falsa Loura (2007), Carlos Reichenbach, dijo de él: "Esa chica es un volcán, maravilloso, que se adapta a cualquier tipo de papel, tiene frescura, tiene un rostro universal". La actriz está saliendo. la Cápsula del baterista, Kelder Paiva.
En el momento de la liberación Falsa Loura, una película que protagonizó, llegó a ser llamado por los sitios de celebridades ", la nueva estrella del cine nacional".

## Trabajos en la televisión
| 2006 | JK                           | Maria Luísa Lemos Pinto |
| 2007 | Siete pecados                | Daniella Silvino        |
| 2008 | Água na Boca                 | Danielle Cassoulet      |
| 2009 | Cilada                       | Michelle                |
| 2009 | Tudo Novo de Novo            | Nina                    |
| 2009 | A Grande Família             | Brianna                 |
| 2010 | Separação?!                  | Júlia                   |
| 2010 | Negócio Fechado              | Letícia Batista         |
| 2010 | A Liga                       | Si                      |
| 2012 | Carrossel                    | Helena Fernandes        |
| 2014 | Por siempre                  | Debora                  |
| 2019 | Malhação: Toda Forma de Amar | Lara Pinheiro           |
| 2025 | Pablo, El Apóstol            | Agripina                |

## Cine
- 2002 - Dez Dias Felizes
- 2004 - Araguaya - Conspiração do Silêncio .... Criméia Alice[4]
- 2005 - A Concepção .... Liz
- 2006 - Meu Mundo em perigo .... Isis
- 2006 - Bellini e o Demônio .... Gala
- 2006 - Nome Próprio .... Paula
- 2006 - 14 Bis .... Lantelme
- 2007 - Meu Mundo em Perigo
- 2007 - O Magnata .... Dri
- 2007 - Falsa Loura .... Silmara
- 2010 - Nosso Lar .... Eloísa
- 2016 - Carrossel 2: O Sumiço de Maria Joaquina, Prof. Helena Fernandes[5]
- 2016 - Entre Idas e Vindas, Krisse[6]
- 2016 - Homem Livre, Marcela[7]
- 2016 - À Espera de Liz, Lara[8]
- 2016 - Bio, hija/neuróloga[9]
- 2017 - Festa da Firma, Aline[10]